# Think (canção de The "5" Royales)
"Think" é uma canção rhythm and blues escrita por Lowman Pauling e originalmente gravada por seu grupo The "5" Royales. Lançada como  single pela King Records em 1957, foi um sucesso nacional e alcançou o número nove da parada americana de R&B.

## Versão de James Brown & The Famous Flames
Em 1960 James Brown and The Famous Flames gravaram uma versão cover de "Think". A parte instrumental da canção já apresenta um ritmo pronunciado do que mais tarde seria a música funk de James Brown. O crítico musical Peter Guralnick descreve a versão de Brown como um "retrabalho radical" Douglas Wolk a chama de primeira gravação de dance music."
"Think" foi lançada como single pela subsidiária da King Records, a Federal Records e alcançou o número 7 da parada R&B e 33 da Pop. (O Lado-B de "Think", "You've Got the Power", foi também um sucesso, alcançando número 14 da R&B e 86 da Pop.) Foi a primeira gravação de  Brown e The Famous Flames a entrar no Pop Top 40. "Think" foi incluída no álbum de 1960 de Brown Think!.

### Músicos
- James Brown - vocais

e The Famous Flames:
- Bobby Byrd - vocais
- Bobby Bennett - vocais
- "Baby Lloyd" Stallworth - vocais
- Bill Hollings - vocais
- Johnny Terry - vocais

com a James Brown Band
- Alfred Corley - saxofone alto
- J.C. Davis - saxofone tenor
- Bobby Roach - guitarra
- Bernard Odum - baixo
- Nat Kendrick - bateria[6]

### Outras versões de James Brown
James Brown & The Famous Flames gravaram uma versão extremamente rápida de "Think" no álbum de 1963 Live at the Apollo. Brown também apresenta a cação em Live at the Apollo, Volume II em um dueto com Marva Whitney.
Em 1967 Brown gravou "Think" em estúdio em um dueto com Vicki Anderson. Esta versão alcançou o número 100 da parada Pop. Brown retornou a "Think" novamente em 1973, quando lançou duas versões da canção em singles pela Polydor, ambas com a sua versão da canção dos The Beatles' "Something" nos Lados-B. Ambas versões entraram nas paradas, a mais antiga em 15 na R&B e 77 na Pop, a mais recente em 37 na R&B e 80 na Pop.

## Outras versões cover
- Mick Jagger fez uma versão cover de "Think" em álbum solo de 1993 Wandering Spirit.
- People! fez uma versão cover em seu álbum de 1969 Both Sides of People! (Capitol ST-151)[7] e novamente em 2006 em Best of People! Vol. 2.[8]
- Booker T. & the M.G.'s gravou uma versão instrumental da canção em seu álbum de 1966 And Now!.